# Like a Virgin
Like a Virgin er den amerikanske singer-songwriter Madonnas andet studiealbum. Det blev udgive den 12. november 1984 af Sire Records. 
Madonna ønskede med Like a Virgin-albummet at slå sin fremtid inden for musikbranchen fast. Hun ønskede at blive én af albummets producere, men Warner Bros. Records var ikke klar til at give hende den kunstneriske frihed, som hun krævede. Det tidligere Chic-medlem Nile Rodgers blev derfor ansat som albummets primære producer. 
Albummet blev indspillet i The Power Station Studio i New York. Rodgers bad om hjælp fra sine to tidligere Chic-kollegaer Edward Bernards, som var bassist, og Tony Thompson, som spillede på trommer. Med Rodgers som guitarist optrådte de på adskillige af albummets numre. 
Fotografen Steven Meisel stod for albummets coverillustration. Madonna ønskede, at albummets titel og coverbillede skulle skabe en provokerende sammenkobling mellem hendes eget navn, der er den romersk-katolske titel for Jesus mor Maria, og den kristne idé om jomfrufødslen. 
Musikalsk adskilte Like a Virgin sig ikke væsentligt fra Madonnas første album, men hun følte selv, at den nye plade havde et stærkere materiale. Madonna samarbejdede, udover Rodgers, også med sin tidligere kæreste, Steve Bray. De to skrev i fællesskab mange af albummets sange. 
Like a Virgin er en danseorienteret popplade, der inkorporerer new wave-elementer. Albummet modtog blandede anmeldelser, men var en kommerciel succes. Det blev Madonnas første nummer ét-album på Billboard 200, og i Tyskland, Italien, Nederlandene, New Zealand, Spanien og Storbritannien opnåede pladen også stor succes på de nationale hitlister. På verdensplan har Like a Virgin solgt 25 millioner eksemplarer, hvilket gør det til én af de bedst sælgende albums nogensinde.
Der blev udgivet fem singler fra albummet, hvoraf "Like a Virgin", "Material Girl" og "Into the Groove" blev verdensomspændende hits. For at promovere albummet tog Madonna ud på The Virgin Tour (1985), der dog kun besøgte nordamerikanske byer. Like a Virgin har siden opnået status af en kulturel artefakt. Madonna beviste med albummet, at hun ikke var et one-hit wonder, men en sangerinde, som var i stand til at bevare en permanent plads i musikhistorien. Hendes sange skabte megen kritik og oprør fra konservative moralister, men udløste også en decideret bølge af unge kvinder, som imiterede hendes stil og væremåde.